# Lista över akademiska körer i Finland
Med akademisk kör avses här en kör som har sin huvudsakliga verksamhet knuten till ett universitet eller högskola, som huvudsakligen består av studenter eller akademiker eller som själv definierar sig som en akademisk kör eller studentkör.

## Esbo
- Dominante, blandad kör vid Aalto-universitetet[1]
- Polyteknikkojen Kuoro, akademisk manskör, Aalto-universitetet[2]

## Helsingfors
- Akademiska Sångföreningen (manskör)
- Akademiska damkören Lyran
- Akateeminen Laulu, blandad kör[3]
- Dekademen
- Hämäläis-Osakunnan Laulajat, blandad kör vid Tavastlands nation
- Kauppakorkeakoulun Ylioppilaskunnan Laulajat, manskör vid Aalto-universitetets handelshögskola
- Pohjalaisten Osakuntien Laulajat, blandad kör vid de österbottniska nationerna (de finska EPO och PPO samt Vasa nation)
- Kuokkavieraat, akademisk kör med inriktning på finsk-ugrisk folkmusik
- Psaldo, akademisk manskör för erfarna sångare, främst från KYL ovan
- Symbioosin Kuoro[4], blandad kör främst från biologistuderande
- Ylioppilaskunnan Laulajat, en av Finlands mest kända manskörer

## Joensuu
- Joensuun yliopiston kuoro, vid Östra Finlands universitet

## Tammerfors
- Tampereen Yliopiston Laulajat[5], blandad kör vid Tammerfors universitet

## Vasa
- Studentkören Pedavoces (blandad kör)
- Vaasan ylioppilaskuoro[6]

## Uleåborg
- Cassiopeia[7], blandad kör vid Uleåborgs universitet

## Villmanstrand
- Lappeenrannan Teekkarilaulajat[8], manskör vid Villmanstrands tekniska universitet
- Resonanssi[9], damkör vid Villmanstrands tekniska universitet

## Åbo
- Florakören vid Åbo Akademi (damkör)
- Studentkören Brahe Djäknar (manskör)
- Turun yliopiston kuoro[10], blandad kör vid Åbo universitet
- Arrhythmics[11], Åbo universitets medicinestuderandes kör, numera damkör
- Cantus Mercurialis[12], blandad kör vid Åbo (finskspråkiga) handelshögskola